# 夢見ちゃいなタウン
「夢見ちゃいなタウン」（ゆめみちゃいなタウン）は、1987年9月24日に発売されたEPOの15枚目のシングル。発売元はDear heart / MIDI。

## 背景
タイトル・トラックの「夢見ちゃいなタウン」は、伊勢丹シンデレラシティ '87 秋のキャンペーンソングとして制作されたもの。この曲を書くにあたり、EPOは実際に中国・北京まで出掛けたという。”忘れかけていた純情や好奇心をかき立てられるとても良い所だった”と感想を残している。

## 収録曲
| 全作詞・作曲: EPO、全編曲: 大村憲司。 |                                                  |      |            |
| #                                     | タイトル                                         | 作詞 | 作曲・編曲 |
| 1.                                    | 「夢見ちゃいなタウン」                           | EPO  | EPO        |
| 2.                                    | 「夢見ちゃいなタウン」(BACKING TRACK バージョン) | EPO  | EPO        |

## リリース日一覧
| 地域 | リリース日    | レーベル          | 規格               | 規格品番 | 備考 |
| ---- | ------------- | ----------------- | ------------------ | -------- | ---- |
| 日本 | 1987年9月24日 | Dear heart / MIDI | 7"シングルレコード | MDR-13   |      |

## 関連作品
- EPO / CMトラックス –  CDJournal